# Policy
| \| \| \| \| \| \| \| \| \| Politik \| \| \| \| \| \| \| \| \| \| \| \| \| \| \| \| \| \| \| \| \| \| \| \| \| \| \| \| \| \| \| \| \| \| \| \| \| \| \| \| \| \| \| \| \| \| \| \| \| \| \| \| \| \| \| \| \| \| \| \| \| Polity Strukturen \| Polity Strukturen \| Polity Strukturen \| Polity Strukturen \| Polity Strukturen \| Polity Strukturen \| \| \| Politics Prozesse \| Politics Prozesse \| Politics Prozesse \| Politics Prozesse \| Politics Prozesse \| Politics Prozesse \| \| \| Policy Inhalte \| Policy Inhalte \| Policy Inhalte \| Policy Inhalte \| Policy Inhalte \| Policy Inhalte \| |                   |                   |                   |                   |                   |  |  |                   |                   |                   |                   |                   |                   |  |  |                |                |                |                |                |                |
| |                   |                   |                   |                   |                   |  |  | Politik           |                   |                   |                   |                   |                   |  |  |                |                |                |                |                |                |
| |                   |                   |                   |                   |                   |  |  |                   |                   |                   |                   |                   |                   |  |  |                |                |                |                |                |                |
| |                   |                   |                   |                   |                   |  |  |                   |                   |                   |                   |                   |                   |  |  |                |                |                |                |                |                |
| Polity Strukturen | Polity Strukturen | Polity Strukturen | Polity Strukturen | Polity Strukturen | Polity Strukturen |  |  | Politics Prozesse | Politics Prozesse | Politics Prozesse | Politics Prozesse | Politics Prozesse | Politics Prozesse |  |  | Policy Inhalte | Policy Inhalte | Policy Inhalte | Policy Inhalte | Policy Inhalte | Policy Inhalte |

Policy (Plural: Policies) bezeichnet in der Politikwissenschaft neben Polity und Politics eine der drei Dimensionen von Politik. Policy steht dabei für die inhaltliche Dimension, etwa konkrete politische Initiativen oder Ziele, die erreicht werden sollen.
Policy-Forschung, inklusive der Politikfeldanalyse, ist das Fachgebiet der Politikwissenschaft, das sich näher mit dem Inhalt, der Entstehung und den Konsequenzen von Policies beschäftigt. Der US-Politikwissenschaftler Thomas R. Dye beschrieb 1976 die Forschungsschwerpunkte: „Was Regierungen machen, warum sie es machen und welchen Unterschied es macht“.
Eine andere Bedeutung hat der Ausdruck Policy im geschäftlichen Bereich, womit eine interne Leit- oder Richtlinie bezeichnet wird, während er in der IT eine Rahmenvorschrift bedeutet.

## Policytypen
Policies lassen sich auf verschiedene Art und Weise kategorisieren. Eine erste Möglichkeit ist die Abgrenzung nach Politikfeldern, wie z. B. Wirtschafts-, Umwelt- oder Bildungspolitik. Diese Unterscheidung hat den Vorteil, dass sie intuitiv und in der politischen Realität einfach zu beobachten ist. Nachteil ist, dass Querschnittsprobleme (z. B. Geschlechterpolitik) und Gemeinsamkeiten von Policies über Politikfelder hinweg vernachlässigt werden.
Theodore J. Lowi unterteilte 1964 Policies in distributive Politik (englisch distributive Policies; bei denen Güter verteilt werden, ohne dass eine Gruppe daraus einen sichtbaren Nachteil erleidet), redistributive Politik (englisch redistributive Policies; bei denen Güter zu Gunsten einer und zu Lasten einer anderen Gruppe umverteilt werden) sowie regulative Politik (englisch regulative Policies; die regulieren ohne direkt (um)verteilend zu wirken). Lowi erwartete, dass sich die politischen Prozesse je nach Policy-Typ unterscheiden. So lässt sich für redistributive Policies z. B. ein höheres Konfliktniveau erwarten. Zu diesem Modell existieren Erweiterungen, z. B. von Klaus von Beyme.
Eine dritte Variante unterteilt Policies nach der Art der verwendeten Steuerungsprinzipien. Das strengst mögliche Steuerungsprinzip sind Ge- und Verbote, die bei Verstoß Sanktionen nach sich ziehen. Weitere Steuerungsprinzipien sind (nach abnehmender Direktheit): materielle Anreize für ein bestimmtes Verhalten, Schaffen von Angeboten, Überzeugung und Aufklärung, Vorbildfunktion staatlicher Repräsentanten.
Außerdem können Policies einen unterschiedlich starken Politikwandel nach sich ziehen. Peter A. Hall schlägt drei Ebenen des Wandels vor: Wandel erster Ordnung beschreibt einen Wandel, der die Ausrichtung von Politikinstrumenten entspricht (z. B. Änderung von Schadstoffgrenzwerten). Das Einführen neuer Politikinstrumente entspricht einem Wandel zweiter Ordnung (z. B. Neueinführung von Schadstoffgrenzwerten). Wandel dritter Ordnung betrifft die übergeordneten Ziele der Politik (z. B. Prioritätenwechsel von Wirtschaftswachstum zu Nachhaltigkeit).

## Erklärung von Policies

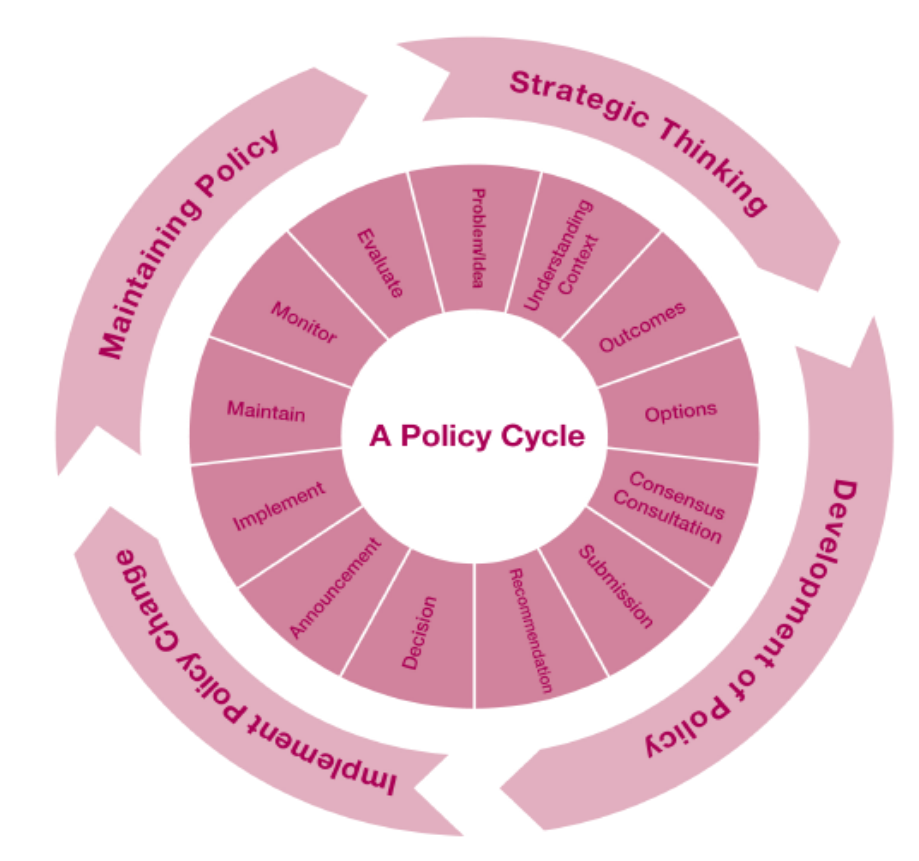
Vereinfachtes Schaubild des Zyklus einer einzelnen Policy in Isolation

Die Entstehung von Policies lässt sich idealtypisch mit dem Politikzyklus beschreiben, der die folgenden Phasen unterscheidet: Problemdefinition, Agenda-Setting, Politikformulierung, Implementation, Evaluierung, Terminierung oder Re-Definition des Problems.
Innerhalb der Politikfeldanalyse werden zahlreiche mögliche Erklärungsansätze diskutiert, die die konkrete Ausgestaltung von Policies beeinflussen können. Erstens sind dies äußere Umstände: sozioökonomische Problemlagen (Funktionalismus), Europäisierung und Globalisierung. Zweitens betreffen diese Prozesse innerhalb der Regierung: Parteien und ihre ideologischen Präferenzen (Parteiendifferenzhypothese), Policy-Diffusion und -Transfer. Drittens gibt es innerhalb des politischen Systems weitere Faktoren, die Einfluss haben können: Wiederwahlüberlegungen, institutionelle Rahmenbedingungen (Vetospielertheorem), Pfadabhängigkeit bereits existierender Policies, der Kapitalismustyp (Varieties of Capitalism) und Machtressourcen organisierter Interessen (Machtressourcenansatz). Weiterhin gibt es Ansätze, die einen stärkeren Fokus auf den politischen Prozess richten durch den eine Policy zustande gekommen ist, z. B. den Multiple-Streams-Ansatz oder das Advocacy-Coalition-Framework.

## Herbeiführung von Policies
In den heutigen Systemen von Wirtschaft mit Orientierung zu Märkten und, homogener, Abstimmung von Abgeordneten und Entscheidungen werden verschiedene Policies in der Regel mit und durch Faktoren wie der Beliebtheit in den Meinungen der Öffentlichkeit (beeinflusst durch Medien und Bildung), der (kulturellen) Identität, dem kontemporären Wirtschaften (z. B. dem, was im Kontext gegenwärtiger Wirtschaftsmechanismen lang- und kurzfristig von Vorteil oder von Nachteil ist) und einem allgemeinen Zustand des internationalen Wettbewerbs (oft im Mittelpunkt der Geopolitik) eingeführt. Im Großen und Ganzen umfassen die Überlegungen den politischen Wettbewerb mit anderen Parteien und die soziale Stabilität sowie die nationalen Interessen im Rahmen der globalen Dynamik.
Policies oder Policyelemente können von einer Vielzahl von Akteuren oder kollaborierenden Akteursnetzwerken auf unterschiedliche Weise und auf unterschiedlichen Grundlagen entworfen und vorgeschlagen werden. Es können alternative Optionen sowie Organisationen und Entscheidungsträger identifiziert werden, die für die Umsetzung dieser Policies – oder entsprechender Erklärung ihrer Ablehnung – verantwortlich wären. "Policy Sequencing" ist ein Konzept, das eine Mischung aus bestehenden oder hypothetischen Policies integriert und sie in einer sequenziellen Reihenfolge anordnet. Durch die Verwendung solcher Rahmen kann eine komplexe polyzentrische Governance zur Erreichung von Zielen wie der Eindämmung des Klimawandels und dem Stopp der Entwaldung leichter erreichbar sein oder effektiver, fairer, effizienter, legitimer und schneller umgesetzt werden.
Heutige Formen der Politikgestaltung oder Entscheidungsfindung können von exogenen "Schocks" abhängen, die "institutionell verankerte Policy-Gleichgewichte untergraben", und möglicherweise nicht immer funktional sind, wenn es darum geht, Probleme in ausreichendem Maße zu verhindern und zu lösen, insbesondere wenn etwa unpopuläre oder tabuisierte Maßnahmen, umfangreiche unprofitable Einbindung, Regulierung einflussreicher Organisationen mit Eigeninteressen, Herbeiführung von Änderungen von oder Entscheidungen ohne Einklang mit aktuellen Wirtschaftsmechanismen, internationale Koordinierung und nicht reaktives strategisches langfristiges Denken und Management erforderlich sein könnten. In diesem Sinne bezieht sich "reaktive Sequencing" auf "die Vorstellung, dass frühe Ereignisse in einer Sequenz eine Kette kausal verbundener Reaktionen und Gegenreaktionen in Gang setzen, die eine nachfolgende Entwicklung auslösen", ein Konzept, das sich von der politischen Sequenzierung insofern unterscheidet, als dass letztere Maßnahmen von einer Vielzahl von Parteien in verschiedenen Stadien erfordern kann, um die Sequenz voranzutreiben, und nicht von einem anfänglichen "Schock", Ausübung von Kraft oder Katalyse von Ereignisketten.
In der modernen, hochgradig vernetzten Welt ist polyzentrisches Regieren immer wichtiger geworden – ein solches „erfordert eine komplexe Kombination aus mehreren Ebenen und verschiedenen Arten von Organisationen aus dem öffentlichen, privaten und freiwilligen Sektor, deren Verantwortungsbereiche und funktionale Kapazitäten sich überschneiden“. Zu Schlüsselkomponenten von Policies gehören etwa Befehls- und Kontrollmaßnahmen, Ermöglichungsmaßnahmen, Überwachung, Anreize und Demotivationen.

## Weitere Bedeutung
Im geschäftlichen Bereich bezeichnet Policy eine interne Leit- oder Richtlinie, die formal durch das Unternehmen dokumentiert und über ihr Management verantwortet wird. In der Informationstechnik hat Policy eine Bedeutung als Rahmenvorschriften für Berechtigungen und Verbote.